# Глаузер, Фридрих
Фридрих Чарльз Гла́узер (нем. Friedrich Charles Glauser; 4 февраля 1896, Вена — 8 декабря 1938, Нерви, под Генуей) — швейцарский писатель, писал на немецком языке.

## Биография
Отец — швейцарец, мать — родом из Австрии (Грац). Мать умерла в 1900. Отец женится повторно и в 1911 переезжает в Маннхайм, где работает ректором торговой школы. С тех пор мальчика воспитывала бабушка. Глаузер плохо учился, оставался на второй год, был исключён из школы. В 1916 в Цюрихе в течение одного семестра изучал химию, сблизился с кругом дадаистов. В 1919 у него была обнаружена шизофрения. В 1921 с помощью отца записался в Иностранный легион, где прослужил до 1923 в Марокко (на этом материале основан роман «Гуррама»). В дальнейшем скитался по Европе (Бельгия, Франция, Германия, Италия), занимался журналистикой, несколько раз попадал в тюрьму.

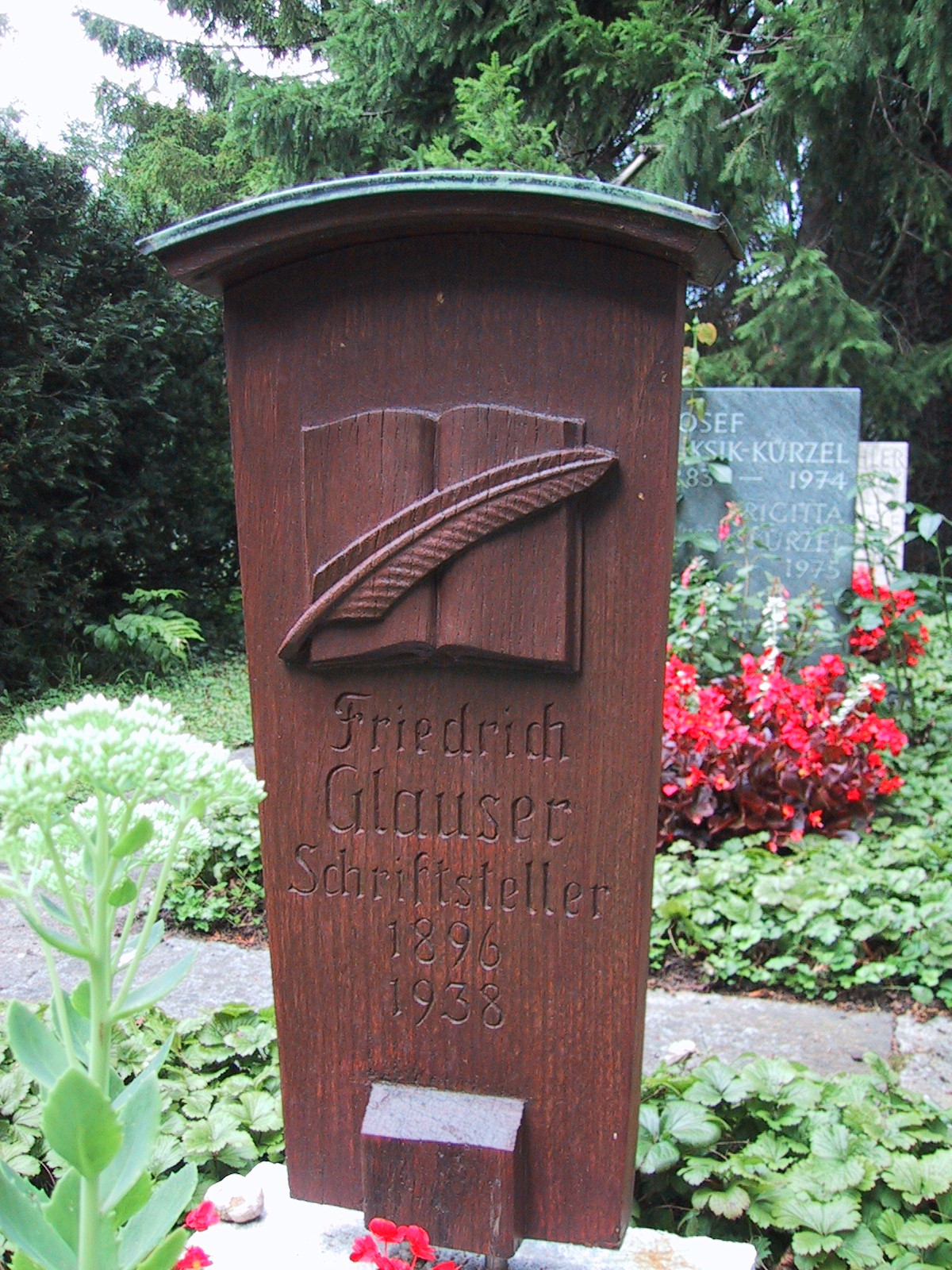
Надгробие на могиле Фридриха Глаузера на кладбище в Цюрихе

В 1918 году пристрастился к морфину и опиуму. Неоднократно был пациентом психиатрических клиник — в том числе, известной больницы в Вальдау, где начал писать чёрный роман «Вахмистр Штудер», ставший первой из пяти книг, объединённых этим заглавным героем (психбольницы нередко фигурируют в романах Глаузера).
В 1932 году находится в психиатрической клинике Мюнзинген, где знакомится с медсестрой Бертой Бендель. С ней в 1936 эмигрирует во Францию. В 1938 они переезжают в Италию.
В вечер перед назначенной свадьбой Глаузер впадает в кому вследствие острого отравления. В этом состоянии писатель умирает.
Писатель скончался предположительно от передозировки наркотиков или медикаментов. Также состояние могло усугубиться за счёт застарелого туберкулеза и последствий тяжёлой черепно-мозговой травмы. Похоронен на кладбище Манэгг в Цюрихе.

## Признание
Прославился острокритическими романами о людях «дна», не вписывающихся в общественный порядок. Был одним из первых авторов детективных романов в немецкоязычной литературе. Поэтому Глаузера называют «швейцарским Сименоном». Главным героем его детективов фигурирует вахмистр Штудер, в одиночку ведущий расследование запутанных криминальных дел.
Его книги переведены на основные европейские языки, они повлияли на прозу Ф.Дюрренматта. В Швейцарии учреждена премия Фридриха Глаузера за лучший детективный роман.

## Произведения
- Der Tee der drei alten Damen / Чаепитие трех старых дам (1932)
- Wachtmeister Studer / Вахмистр Штудер (1935, экранизирован в 1939)
- Die Fieberkurve / Лихорадка (1935)
- Matto regiert / Царство умалишённых (1936, экранизирован в 1947, телефильм 1980)
- Gourrama / Гуррама (1936, опубл. 1940, антивоенный роман)
- Krock & Co. / Крок и компания (1937, телефильм 1976)
- Der Chinese / Китаец (1938, опубл. 1940, телефильм 1980)
- Morphium / Морфий (опубл. 1980)

## Сводные издания
- Dada, Ascona und andere Erinnerungen. Zürich: Verlag der Arche, 1976
- Das erzählerische Werk. 4 Bände. Zürich: Limmat, 1992—1993.
- Romane. 6 Bände.Zürich: Limmat, 1995—1997

## Публикации на русском языке
- Крок и Ко // Свидетели обвинения. Антология зарубежного детектива. Выпуск второй. М.: Московский рабочий, 1989
- Власть безумия // Современный швейцарский детектив. М.: Радуга, 1989
- Крок и Компания: Детективные романы и рассказы. М.: Прогресс-Литера, 1993
- Чаепитие трех старух // Судья и его палач: Швейцарский детективный роман. М.: Республика,1993